# Утакмице фудбалске репрезентације Мађарске 1959.
| Домаћин | Гост |

Фудбалска репрезентација Мађарске је током 1959. године одиграла осам утакмица. Мађарски тим је годину почео са три пријатељске утакмице и три победе. Осамнаестогодишњи Флоријан Алберт је први пут за репрезентацију Мађарске заиграо у мечу против Шведске.
Реванш меч против Совјетског Савеза 1958. године одиграо се у Будимпешти у оквиру квалификација за Европско првенство и поново је совјетски тим био бољи. Са два пораза репрезентација се није пласирала на прво ЕП.
Била су и два меча Купа Европе у години, коначан резултат је био импресивних 8 : 0 против Швајцарске, где је мађарски репрезентативац Лајош Тихи постигао четири гола. У другом ЕП мечу у Фиренци утакмица сезавршила поделом бодова код резултата 1 : 1 против селекције Италије.
Пет година након финала Светског првенства у Берну, први пут су се састале селекције Мађарске и Западне Немачке. Од тадашњих учесника чувене утакмице остали су само Грошић, Божик и Хелмут Ран, сада је резултат био 4 : 3 за репрезентацију Мађарске. У овој деценији Немачка није ни једанпут победила Мађарску, осим у оном најважнијем сусрету, финале Светског првенства 1954. године.
Савезни селектор националног тима у овом периоду је био:
- Лајош Бароти

## Утакмице
| Мађарска                               | 4 : 0 (1 : 0) | Југославија |
| -------------------------------------- | ------------- | ----------- |
| Шандор 37’ · Тихи 53’ 68’ · Пал II 87’ | Извештај      |             |

| Источна Немачка | 0 : 1 (0 : 0) | Мађарска  |
| --------------- | ------------- | --------- |
|                 | Извештај      | Гереч 68’ |

| Мађарска                  | 3 : 2 (2 : 0) | Шведска                    |
| ------------------------- | ------------- | -------------------------- |
| Шандор 3’ · Гереч 21’ 53’ | Извештај      | Т. Јонсон 62’ · Бекмен 64’ |

| Мађарска | 0 : 1 (0 : 0) | Совјетски Савез |
| -------- | ------------- | --------------- |
|          | Извештај      | Војнов 59’      |

| Југославија            | 2 : 4 (2 : 2) | Мађарска                       |
| ---------------------- | ------------- | ------------------------------ |
| Мујић 12’ · Костић 15’ | Извештај      | Алберт 4’ 33’ 69’ · Бунџак 82’ |

| Мађарска                                                      | 8 : 0 (6 : 0) | Швајцарска |
| ------------------------------------------------------------- | ------------- | ---------- |
| Гереч 1’ 79’ · Тихи 19’ 28’ 35’ 66’ · Шандор 22’ · Алберт 27’ | Извештај      |            |

| Мађарска                                     | 4 : 3 (1 : 0) | Западна Немачка           |
| -------------------------------------------- | ------------- | ------------------------- |
| Тихи 15’ 80’ (пен) · Алберт 47’ · Шандор 48’ | Извештај      | Зелер 72’ 81’ · Брилс 89’ |

| Италија           | 1 : 1 (0 : 0) | Мађарска |
| ----------------- | ------------- | -------- |
| Червато 56’ (пен) | Извештај      | Тихи 50’ |

## Голгетери у 1959.
| - Ђула Грошич (голман) - Карољ Шандор - Лајош Тихи - Јанош Гереч - Флоријан Алберт - Лајош Бароти (селектор) |